# Nina Blom
Nina Blom (1975) is een Nederlands auteur en spreker. Ze werd bekend door haar boek "Je bent een verschrikkelijk kind", waarin ze haar persoonlijke ervaringen over kindermishandeling door falsificatie deelt.

## Levensloop
Blom werd geboren in 1975. Ze groeide op in een gezin in het oosten van de regio Rijnmond met een oudere zus. Haar moeder was huisvrouw, maar had een opleiding gevolgd tot verpleegkundige. Volgens Blom had ze een obsessie met schoonmaken.
Toen Blom acht maanden oud was, kwam ze voor het eerst in het ziekenhuis terecht. Haar moeder vertelde de artsen dat Blom moeite had met het binnenhouden van voedsel, maar de artsen konden geen oorzaak vinden. Naarmate Blom ouder werd, werd ze opgedragen artsen te vertellen over niet bestaande klachten. Als ze dit volgens haar moeder niet juist had gedaan, werd ze gestraft. Haar moeder maakte haar speelgoed kapot of mishandelde haar fysiek. Volgens haar moeder had Blom allerlei klachten en ziekten, onder meer de ziekte van Crohn, reuma en motorische problemen. De motorische problemen bij Blom werden echter veroorzaakt doordat zij van haar moeder niet mocht lopen. Daarnaast diende haar moeder haar medicatie toe, waardoor Blom ziek werd en in het ziekenhuis werd opgenomen. Zodra haar moeder het gevoel had dat artsen de situatie niet vertrouwden, ging ze naar een andere arts of ziekenhuis. Doordat er geen elektronische patiëntendossiers waren, bleef de kindermishandeling door falsificatie onopgemerkt.
De vele ziekenhuisbezoeken hadden ook een weerslag op de schoolresultaten van Blom. Ze werd vaak thuisgehouden en toen ze negen jaar oud was stopte ze volledig met school. Blom werd door haar moeder gedwongen een rolstoel te gebruiken. Vanaf haar dertiende jaar werd ze met strakke zwachtels om aan het bed vastgebonden, waardoor ze niet meer kon bewegen. Daarnaast had ze een katheter, kreeg ze sondevoeding en moest ze 21 pillen per dag innemen. Als Blom protesteerde, werd ze gesmoord met een kussen.
In 1988 kwam ze bij een arts terecht die een vermoeden had dat er sprake was van kindermishandeling door falsificatie, nadat de vader van Blom had aangestuurd op euthanasie. Blom was toen dertien jaar oud. Hij vroeg de dossiers van eerdere hulpverleners op en besprak met een team van psychologen, psychiaters en andere artsen wat de volgende stap moest zijn. Blom werd door de politie uit huis gehaald en opgenomen in een ziekenhuis om te herstellen. Haar ouders werden tijdelijk uit de ouderlijke macht ontzet. Boven haar ziekenhuisbed werd een camera geplaatst, zodat haar ouders tijdens bezoekuren in de gaten gehouden konden worden. Uit onderzoek kwam naar voren dat Blom sporen van paracetamol, codeïne, een anti-epilepsiemiddel, valium en vesparax in haar bloed had. Blom moest opnieuw leren lopen en schrijven en verbleef ruim negen maanden in het ziekenhuis. In deze periode koos Blom ervoor het contact met haar ouders te verbreken.
Na het verblijf in het ziekenhuis kwam ze in een woongroep voor mishandelde kinderen terecht en ging ze opnieuw naar school. Na het afronden van de middelbare school ging ze naar de kunstacademie. Tijdens haar studentenjaren zochten haar ouders opnieuw contact met haar. Haar vader had een privédetective ingehuurd om haar woonadres te achterhalen. Hierop besloot ze onder te duiken bij een vriendin en een nieuwe woonruimte te zoeken. Kort daarna startte ze met therapie.
In 2016 overleed haar moeder. Blom werkte in totaal 21 jaar aan het boek Je bent een verschrikkelijk kind dat in 2011 werd gepubliceerd. Over haar ervaringen geeft ze sinds 2007 lezingen aan onder meer artsen, kinderrechters en politiemensen.

## Werken
- Je bent een verschrikkelijk kind (2011)
- Jij gaat dood (2023), graphic novel